# Хуторище
Хуторище — хутор в Волоконовском районе Белгородской области России. Входит в состав Грушевского сельского поселения.

## География
Хутор расположен в восточной части Белгородской области, в 13,6 км к западо-юго-западу по прямой от западных окраин районного центра Волоконовки.

## История
С июля 1928 года хутор Хуторище — в Грушевском сельсовете Волоконовского района. В том же сельсовете хутор оставался и в последующие годы; в 1950-е годы ему «присвоили статус поселка».

## Население
На 1 января 1932 года на хуторе — 343 жителя.
По сведениям переписей населения в Хуторище на 17 января 1979 года — 123 жителя, на 12 января 1989 года — 74 (33 мужчины, 41 женщина), на 1 января 1994 года — 104 жителя, 40 хозяйств.
В 1997 году на хуторе Хуторище Грушевского сельского округа Волоконовского района — 38 подворий и 114 жителей. В 1999 году на хуторе Хуторище — 119 жителей.
| 2002 | 2010 |
| ---- | ---- |
| 100  | ↘80  |

## Инфраструктура
По состоянию на 1995 год на хуторе — фермерские хозяйства «Озерное» и «Старохуторное» (производство зерновых).